# Fröken Julie
Fröken Julie (Senyoreta Julie) és una pel·lícula sueca del gènere de drama filmada en blanc i negre i dirigida per Alf Sjöberg conforme el seu guió segons l'obra teatral, La senyoreta Júlia, d'August Strindberg, que es va estrenar a França el 28 de juny de 1951, i que va tenir com a protagonistes Anita Björk i Ulf Palme.

## Sinopsi
La pel·lícula tracta sobre les diferències de classe, sexe i poder en el segle xix, quan la filla d'un comte suec inicia una relació amb un servent de la casa.

## Repartiment
- Anita Björk; com Julie
- Ulf Palme; com Jean
- Märta Dorff; com Kristin, cuinera
- Lissi Alandh; com a Comtessa Berta, mare de Julie
- Anders Henrikson ; com a comte Carl, pare de Julie
- Inga Gill; com Viola
- Åke Fridell; com Robert
- Kurt-Olof Sundström; com a nuvi de Julie
- Max von Sydow; com Hand
- Margaretha Krook; com Governanta
- Åke Claesson; com a metge
- Inger Norberg; com Julie de nena
- Jan Hagerman; com Jean de nena
- Torgny Anderberg; com a supervisor
- Bibi Andersson; com a nena que balla
- Per-Axel Arosenius; com a amic del comte
- Frithiof Bjärne; com a concurrent a l'església
- Ingrid Björk; com a actor de repartiment
- Helga Brofeldt; com a cambrera
- Sture Ericson; com a pare de Jean Jean
- Georg Fernqvist; com a amic del comte
- Hartwig Fock; com a home dormint a l'església
- Svea Holst; com a mare de Jean
- Holger Kax; com a amic del comte, veí
- Birger Lensander; com a home en el ball
- Martin Ljung; com a company de ball de Julie
- Signe Lundberg-Settergren; com a cambrera
- John Norrman; com a company de ball de Julie
- Maud Walter; com ctor de repartiment

## Comentari
S'ha escrit sobre aquesta pel·lícula:
| « | “El guió de Sjöberg va ser considerat com una brillant ampliació de l'obra de Strindberg. El cineasta introdueix per mitjà de la tècnica del flashback, algunes escenes de la infància de la senyoreta Julie i aprofita l'oportunitat per a apuntar-se als camps i jardins en els quals se celebren les gresques nocturnes de l'època estival, genialment fotografiats per Göran Strindberg (net del dramaturg). El fet que la pel·lícula conservi el seu poder de fascinació es deu, en part, al fet que Sjöberg s'aferra amb tenacitat a la relació que vincula als personatges centrals, seguint la seva trajectòria des del moment en què la senyoreta Julie (Anita Bjork) humilia al criat Jean (Ulf Palme) fins que tots dos se separen i viuen els seus traumes independentment, meditant cadascun les determinants conseqüències de la seva relació sexual. L'èxit internacional que va aconseguir aquesta pel·lícula va encoratjar al seu productor, Sandrews, a invertir grans sumes de diners en la versió que va fer Sjöberg de la novel·la Barrabàs fins al punt que va poder rodar-se a l'estranger -un fet poc freqüent al cinema suec-, concretament a Israel i Itàlia. Malgrat la magnífica interpretació de Palme en el paper principal, la pel·lícula gairebé no es va veure fora dels països escandinaus.” | » |

## Producció
Alf Sjöberg havia dirigit en 1949 una adaptació teatral de l'obra amb Ulf Palme i Inga Tidblad en els papers principals. Per a la versió cinematogràfica no només va conservar Palme en el seu paper sinó que també va usar molts dels dissenys dels escenaris. Tidblad, de gairebé 50 anys, va ser reemplaçada per Anita Björk, en aquest moment de 27 anys, si bé la interpretació de Tidblad va continuar sent un model ideal per al director, i Björk només va sentir que es tractava de la seva pròpia interpretació en les escenes exteriors que no estaven en la versió teatral.
La filmació es va fer entre el 28 d'abril i el 18 de juliol de 1950 als Estudis Sandrew i a diversos llocs de la regió d'Estocolm, inclosos Dalarö, el castell Stora Wäsby i el parc de Drottningholm.

## Premis[5]
- Premi de Chaplin Magazine (publicació de l'Institut Suec del Cinema) (1964)
- Premi Circle Prize (1954)
- Premi del Festival Internacional de Cinema de Punta del Este (1952)
- Premi del Festival de Cinema de Punta del Este (1952) per a Alf Sjöberg
- Premi del Festival de Cinema de Punta del Este (1952) per a Göran Strindberg
- Premi del Svenska Filmjournalisternas Klubbs (Club de Periodistes Cinematogràfics de Suècia) (1952)
- Palma d'Or al Festival Internacional de Cinema de Canes (1951)[6][1]